# Katja Krasavice
Katja Krasavice (* 10. srpna 1996 Teplice), civilním jménem Katrin Vogelová, je německá zpěvačka, rapperka a bývalá youtuberka česko-slovenského původu.

## Osobní život
Narodila se 10. srpna 1996 v Teplicích do rodiny české matky a slovenského otce. Když byla ještě mimino, rodina se přestěhovala do města Liebschütz v Německu. Ve věku 15 let přišla o bratra, který trpěl rakovinou. To způsobilo, že se otec stal alkoholikem a špatně se k její matce choval. Ve věku 11 let ztratila svého druhého bratra, který spáchal sebevraždu ve vězení. V pozdějším období svého života svědčila u soudu proti svému otci, který sexuálně napadal její kamarádky. Vyrovnávala se s traumatem tak, že si vytvořila image založenou na vlastním sexuálním projevu. Později byla ve škole obětí nadměrné šikany. Navštěvovala gymnázium, ale neodmaturovala.

## Kariéra

### Raná kariéra na YouTube
Svůj kanál na YouTube si založila 29. března 2014. Díky svému odhalujícímu oblečení, bezostyšnému přijímání pornokultury, roli obhájkyně plastické chirurgie a otevřené řeči o sexualitě, preferencích a technikách se stala známou jako „sexuální youtuberka“ („die Sex-YouTuberin“), a to i díky vlogům. Neobešlo se to bez kontroverze, ale rychle si získala velké množství příznivců; v roce 2015 získal její kanál 100 tisíc odběratelů a v roce 2016 již 500 tisíc odběratelů. V roce 2018 získala její online přítomnost tak velkou pozornost, že se zúčastnila šesté série německé reality show Promi Big Brother, kde se umístila na šestém místě. V roce 2019 odstranila ze svého kanálu všechna videa, protože se rozhodla věnovat se hudbě jako své hlavní kariéře. Za tímto účelem vytvořila nový kanál. Její mrtvý kanál má v současnosti 1,43 milionu odběratelů. Katja Krasavice od té doby odmítá nazývat se youtuberkou.

### 2017—2018: Singly Stard Ova
V listopadu 2017, ještě jako aktivní youtuberka, vydala debutový singl Doggy, odlehčenou taneční píseň se sexuální tematikou (produkce: Stard Ova), spolu s komickým videoklipem. Singl se umístil v žebříčcích v Německu a Rakousku v první desítce (na 7. a 5. místě). V dubnu 2018 vyšel její druhý singl Dicke Lippen, který se drží podobného stylu. Píseň obsadila první místo v rakouské hitparádě a v Německu se dostala na 4. příčku. V srpnu téhož roku jí jako třetí singl posloužila skladba Sex Tape, která v Německu a Rakousku dosáhla vrcholu na příčkách 6 a 7. Všechny tři písně, produkované společností Stard Ova, byly v tónu jejího obsahu na YouTube a stavěly na jejím internetovém hype.

### 2019—2020:Bo$$ BitchaBitch Bibel
V roce 2019 se rozhodla věnovat hudbě jako své hlavní kariéře, podepsala smlouvu s Warner Music Group a na leden následujícího roku oznámila vydání debutového alba Bo$$ Bitch. Její nový hudební styl je více inspirován současným R&B, trapem a dancehallem, s texty obsahující téma sebeprezentace a sexuality. První singl z alba Gucci Girl, založený na interpolaci písně Barbie Girl od dánské skupiny Aqua, se umístil v německých a rakouských žebříčcích na 21. místě. Další dva singly, Sugar Daddy a Wer bist du, se nepodařilo umístit ani v jedné zemi, zatímco její čtvrtý a zároveň i poslední singl Casino dosáhl v Německu vrcholu na 44. místě. Album nakonec debutovalo na prvním místě německé hitparády, v týdnu vydání obou alb porazilo Eminemovu skladbu Music To Be Murdered By, a dostalo se do první desítky v Rakousku a ve Švýcarsku.
V červnu 2020 vydala autobiografickou knížku Bitch Biebel, která představila širšímu publiku její tragickou minulost. Kniha se stala bestsellerem a dostala se na druhé místo v žebříčku literatury faktu časopisu Der Spiegel.

### 2020—2021:Eure Mamia spolupráce se Saweetie & Dojou Cat
V roce 2020 vydala společně s německým rapperem Flerem první singl (Million Dollar A$$) ze svého druhého alba Eure Mami. Tato dirty rapová píseň se v německých žebříčcích umístila na třetím místě, což je její dosud nejlepší umístění. Dva následující popové singly, Ich seh a Alles schon gesehen, znamenaly výrazný odklon od jejího předchozího stylu. Vyznačovaly se melancholickým tónem a reflektovaly minulé vztahy a tragédie, které se odehrály v jejím životě. Ani jedné z těchto písní se nepodařilo dosáhnout komerčního úspěchu.
Dne 8. ledna 2021 vydala společně s německou zpěvačkou Elif čtvrtý singl Highway. Ten se vyznačuje jako popovějším a melodičtějším a pokračuje v řadě pronikavých reflexivních textů z jejích předchozích dvou singlů. Píseň měla velký komerční úspěch a stala se hitem číslo 1 v německé hitparádě.
Dne 29. ledna vyšlo její druhé album Eure Mami, doprovázené novým singlem, tanečně popovou písní Friendzone, vydanou ve stejný den. Její druhá deska zahrnuje širší hudební a tematický záběr než debutové album, od hip hopu k popu, od zpěvu k rapování a od sprostých textů ke zranitelným momentům. Album obsadilo první příčku německé a rakouské hitparády, zatímco singl se v Německu dostal na druhé místo.
V dubnu 2021 vydaly americké rapperky Saweetie a Doja Cat několik mezinárodních remixů své společné písně Best Friend, na kterých se podílely rapperky z různých částí světa a jako hostující umělkyni pro německou verzi písně si vybraly právě Katju Krasavici. Zatímco původní verze nezaznamenala na německém trhu žádný komerční úspěch, remix Katji Krasavice debutoval na prvním místě, čímž se stal jejím druhým hitem a prvním pro Saweetie i Doju Cat.

### 2021—2022:Pussy Powera spolupráce s Dieterem Bohlenem & Pietrem Lombardim
V září 2021 představila titulní píseň svého třetího alba Pussy Power. Pornrapová píseň s prvky drillu vyjadřující ženskou sexualitu se stala jejím třetím singlem číslo 1 v Německu. Druhý singl z alba následoval v listopadu v podobě dvojjazyčné breakupové taneční popové písně Raindrops s německou zpěvačkou Leony. Byl komerčně úspěšný a stal se jejím čtvrtým hitem číslo 1 v Německu. Třetí singl z alba, balada Narben feat. Marwin Balsters, se dostala na 12. místo německé hitparády. V únoru 2022 vyšlo se zpožděním album Pussy Power. Zpoždění bylo způsobeno vyřazením jedné písně z tracklistu kvůli tomu, že obsahovala rappera Haiyti, který se dočkal kritické reakce kvůli údajným homofobním výrokům. Stejně jako její předchozí alba se i toto dostalo na první místo německé hitparády, přičemž současně vydaný singl OnlyFans, bouncy trap popová píseň, se umístil na druhém místě hitparády. Album se rovněž dostalo na první místo rakouské hitparády.
V květnu 2022 vydala společně s původním členem kapely Dieterem Bohlenem a německým popovým zpěvákem Pietrem Lombardim německou verzi klasiky Modern Talkingu You're My Heart, You're My Soul. Píseň se umístila na druhém místě německé hitparády.

## Veřejná image
Na počátku její kariéry kolegové youtubeři i kritici všeobecně odsuzovali videoklipy a písně, což se často projevovalo vysokým množstvím disliků (to se mi nelíbí). Často byla kritizována za to, že se staví do erotického nebo přímo softcore pornografického postavení, aby získala komerční a veřejnou pozornost. Dalším úskalím bylo, že přitahovala obecně mladší diváky a její videa nebyla věkově omezena. Přestože vydala mnoho videí, která získala hodně zhlédnutí, a její písně v byly v žebříčcích dobře hodnocené, dostalo se jí značného množství nenávisti a posměšků, a to jak za webová videa, tak za její začínající hudbu, zejména během éry Stard Ova.
V roce 2020, po vydání svého prvního alba, napsala a vydala svůj autobiografický bestseller Bitch Bibel, který poprvé odhalil širšímu publiku její problematickou minulost. Podrobně popisuje, jak ji smrt a nepřítomnost rodinných příslušníků ovlivnila a formovala v to, kým je nyní, a poskytla náhled do toho, proč si zvolila svou kontroverzní image. Kniha se setkala s celkem pozitivními ohlasy fanoušků i kritiků, vykreslila osobnější obraz ženy, která zůstala silná navzdory neustálým ohlasům a tragédiím, a částečně přehodnotila její veřejnou image na komplexnější a rozmanitější uměleckou osobnost. Právě po vydání knihy obsáhla ve své hudbě širší paletu témat a žánrů.

## Diskografie

### Studijní alba
| Název                | Detaily alba                                                                                                | Umístění v žebříčku | Umístění v žebříčku | Umístění v žebříčku |
| Název                | Detaily alba                                                                                                | GER                 | AUT                 | SWI                 |
| -------------------- | --- | ------------------- | ------------------- | ------------------- |
| Boss Bitch           | - Vydáno: 17. ledna 2020 - Vydavatel: Warner Music Group - Formáty: CD, stahování hudby, streaming, box set | 1                   | 2                   | 5                   |
| Eure Mami            | - Vydáno: 29. ledna 2021 - Vydavatel: Warner Music Group - Formáty: CD, stahování hudby, streaming, box set | 1                   | 1                   | —                   |
| Pussy Power          | - Vydáno: 11. února 2022 - Vydavatel: Warner Music Group - Formáty: CD, stahování hudby, streaming, box set | 1                   | 1                   | 6                   |
| Ein Herz für Bitches | - Vydáno: 1. září 2023 - Vydavatel: Warner Music Group - Formáty: CD, stahování hudby, streaming, box set   | 1                   | 62                  | 25                  |

### Singly

#### Jako vedoucí umělkyně
| Název                                                                      | Rok  | Umístění v žebříčku | Umístění v žebříčku | Umístění v žebříčku | Album                |
| Název                                                                      | Rok  | GER                 | AUT                 | SWI                 | Album                |
| -------------------------------------------------------------------------- | ---- | ------------------- | ------------------- | ------------------- | -------------------- |
| „Dogy“                                                                     | 2017 | 7                   | 5                   | 26                  | Singly bez alba      |
| „Dicke Lippen“                                                             | 2018 | 4                   | 1                   | 12                  | Singly bez alba      |
| „Sex Tape“                                                                 | 2018 | 6                   | 7                   | 41                  | Singly bez alba      |
| „Gucci Girl“                                                               | 2019 | 21                  | 21                  | 80                  | Boss Bitch           |
| „Sugar Daddy“                                                              | 2019 | —                   | —                   | —                   | Boss Bitch           |
| „Wer bist du“                                                              | 2019 | —                   | —                   | —                   | Boss Bitch           |
| „Casino“                                                                   | 2019 | 44                  | —                   | —                   | Boss Bitch           |
| „Million Dollar A$$“ (feat. Fler)                                          | 2020 | 3                   | 39                  | 73                  | Eure Mami            |
| „Ich seh“                                                                  | 2020 | —                   | —                   | —                   | Eure Mami            |
| „Alles schon gesehen“                                                      | 2020 | —                   | —                   | —                   | Eure Mami            |
| „Highway“ (feat. Elif)                                                     | 2021 | 1                   | 18                  | 77                  | Eure Mami            |
| „Friendzone“                                                               | 2021 | 2                   | —                   | —                   | Eure Mami            |
| „Pussy Power“                                                              | 2021 | 1                   | —                   | —                   | Pussy Power          |
| „Raindrops“ (feat. Leony)                                                  | 2021 | 1                   | 33                  | —                   | Pussy Power          |
| „Narben“ (feat. Marwin Balsters)                                           | 2021 | 12                  | —                   | —                   | Pussy Power          |
| „Onlyfans“                                                                 | 2022 | 2                   | 16                  | —                   | Pussy Power          |
| „You're My Heart, You're My Soul“ (s Dieterem Bohlenem a Pietrem Lombardim | 2022 | 2                   | 43                  | —                   |                      |
| Frauen                                                                     | 2023 | 2                   | 39                  | —                   | Ein Herz für Bitches |
| Ich hab den schönsten Arsch der Welt                                       | 2023 | 7                   | —                   | —                   | Ein Herz für Bitches |
| Neonlights (feat. Luna)                                                    | 2023 | —                   | —                   | —                   | Ein Herz für Bitches |
| One Night Stand (s Finchem, Lucou-Dantem Spadaforou & Niklasem Dee)        | 2024 | 1                   | —                   | —                   |                      |

#### Jako zahrnutá umělkyně
| Název                                                             | Rok  | Umístění v žebříčku | Umístění v žebříčku | Umístění v žebříčku | Album                                   |
| Název                                                             | Rok  | GER                 | AUT                 | SWI                 | Album                                   |
| ----------------------------------------------------------------- | ---- | ------------------- | ------------------- | ------------------- | --------------------------------------- |
| „Best Friend (Remix)“ (Saweetie feat. Doja Cat & Katja Krasavice) | 2021 | 1                   | 51                  | 96                  | Best Friend (feat. Doja Cat) [Remix EP] |
| „Bad Bitch“ (Eunique feat. Katja Krasavice)                       | 2021 | —                   | —                   | —                   | Singly bez alba                         |

## Filmografie

### Televize
| Rok  | Pořad                           | Poznámky       |
| ---- | ------------------------------- | -------------- |
| 2018 | Promi Big Brother               | jako účastnice |
| 2023 | Deutschland sucht den Superstar | jako porotkyně |

### Hudební videa
| Rok  | Umělec     | Píseň         | Ref.   |
| ---- | ---------- | ------------- | ------ |
| 2019 | Nura       | Was ich meine | [ 34 ] |
| 2022 | Twenty4Tim | Bling Bling   | [ 35 ] |

## Ocenění a nominace

### Výsledky
| Rok  | Ocenění             | Nominace                | Práce                           | Výsledek          | Ref.   |
| ---- | ------------------- | ----------------------- | ------------------------------- | ----------------- | ------ |
| 2019 | Bravo Otto Awards   | YouTube/sociální médium | Osobní                          | zlato             | [ 36 ] |
| 2020 | Bravo Otto Awards   | Národní Hip-Hop         | Osobní                          | nominace          | [ 37 ] |
| 2020 | HipHop.de Awards    | Nejlepší národní video  | Million Dollar A$$ (feat. Fler) | nominace          | [ 38 ] |
| 2021 | HipHop.de Awards    | Nejlepší národní video  | Pussy Power                     | nominace          | [ 39 ] |
| 2021 | Bravo Otto Awards   | Národní Hip-Hop         | Osobní                          | bronz             | [ 40 ] |
| 2022 | Bravo Otto Awards   | Národní Hip-Hop         | Osobní                          | bronz             | [ 41 ] |
| 2023 | Glamour Awards (DE) | Hudebník roku           | Osobní                          | vítězství         | [ 42 ] |
| 2023 | Bravo Otto Awards   | Národní Rap/Hip-Hop     | Osobní                          | dosud nevyhlášeno | [ 43 ] |

## Turné

### Headliner
- 2020: Bo$$ Bitch Tour (některé termíny zrušeny kvůli pandemii COVIDU-19)
- 2022: Eure Mami Tour (přeloženo kvůli pandemii COVIDU-19)

## Publikace
- KRASAVICE, Katja. Die Bitch Bibel: Sei kein Opfer und sie werden dich anbeten. München: riva, červen 2020. ISBN 978-3-96775-002-7.